# Liên Mạc (phường)
Liên Mạc là một phường thuộc quận Bắc Từ Liêm, thành phố Hà Nội, Việt Nam.

## Địa lý
Phường Liên Mạc nằm ở phía bắc quận Bắc Từ Liêm, có vị trí địa lý:
- Phía đông giáp phường Thụy Phương
- Phía tây giáp phường Thượng Cát
- Phía nam giáp các phường Tây Tựu và Minh Khai
- Phía bắc giáp huyện Đông Anh với ranh giới là sông Hồng.

Phường có diện tích 5,99 km², dân số năm 2013 là 12.966 người, mật độ dân số đạt 2.166 người/km².

## Lịch sử
Trước đây, Liên Mạc là một xã thuộc huyện Từ Liêm cũ.
Ngày 27 tháng 12 năm 2013, Chính phủ ban hành Nghị quyết số 132/NQ-CP. Theo đó, thành lập phường Liên Mạc thuộc quận Bắc Từ Liêm trên cơ sở toàn bộ 598,70 ha diện tích tự nhiên và 12.966 người của xã Liên Mạc.